# 希金斯 (澳大利亞國會選區)
希金斯選區（英語：Division of Higgins），是澳大利亞維多利亞州的下議院選區，位於墨爾本東南郊。面積39平方公里。
選區始於1949年，是紀念澳洲高等法院大法官H.G.希金斯。本區一直是自由黨的安全選區，更是唯一一個出過兩位總理—分別是哈罗德·霍尔特和約翰·戈頓—的選區。目前當區議員是2009年憑補選當選的凱利·奧維爾。